# Центр кристаллизации
Центр кристаллизации  — это зародыш твердой фазы в расплаве, из которого вырастает кристаллит. Существует два механизма образования центров кристаллизации: гомогенный и гетерогенный.
Гомогенное зародышеобразование происходит в зонах:
- однородного по агрегатному состоянию расплава;
- с флуктуацией энергии, где ее уровень превышает среднее значение энергии расплава;
- с близким  расположением атомов, соответствующим упорядочению кристаллического состояния;
- размером, большим определенного критического размера. Зародыши меньших размеров термодинамически неустойчивы, так как их рост приводит к повышению свободной энергии, и поэтому они рассасываются в расплаве.

Гетерогенное зародышеобразования происходит в неоднородном расплаве на готовых подложках, твердых нерастворенных в расплаве частиц, стенок изложниц, литейных форм, при условии, что поверхностная энергия границы между подкладкой и новообразованной твердой фазой меньше поверхностной энергии границы между зародышем и жидкой фазой.